# Shinji Murai
Shinji Murai (村井 慎二, Murai Shinji, Chiba, 1 december 1979) is een Japans voormalig voetballer die als middenvelder speelde.

## Carrière
Shinji Murai speelde tussen 1998 en 2011 voor JEF United Ichihara Chiba en Júbilo Iwata. Hij tekende in 2012 bij Oita Trinita.

## Japans voetbalelftal
Shinji Murai debuteerde in 2005 in het Japans nationaal elftal en speelde 5 interlands.

## Statistieken
| Japans voetbalelftal | Japans voetbalelftal | Japans voetbalelftal |
| Jaar                 | Wed.                 | Dlp.                 |
| -------------------- | -------------------- | -------------------- |
| 2005                 | 3                    | 0                    |
| 2006                 | 2                    | 0                    |
| Totaal               | 5                    | 0                    |